# Mjösunds gravkapell
Mjösunds gravkapell är ett gravkapell som tillhör Njurunda församling i Härnösands stift, och ligger inom territoriet för Njurunda församling. Kapellet ligger på Mjösunds begravningsplats i Njurundabommen, Sundsvalls kommun, och används framför allt vid begravningar.

## Kapellet
Kapellet uppfördes åren 1945-1946 efter ritningar av Sundsvalls dåvarande stadsarkitekt Albin Hamrin och invigdes 1946. Byggnaden har en stomme av betong och fasader klädda med tegel.